# Daniel Brud
Daniel Brud (ur. 20 maja 1989 w Krakowie) – polski piłkarz występujący na pozycji pomocnika.

## Kariera klubowa
Brud jest wychowankiem Wisły Kraków, w Ekstraklasie zadebiutował 15 kwietnia 2011 roku w meczu z GKS-em Bełchatów. W sezonie 2010/2011 zdobył Mistrzostwo Polski z Wisłą Kraków.

## Statystyki
(stan na 2 czerwca 2013)
| Klub              | Sezon         | Liga        | Liga  | Liga   | Puchary krajowe | Puchary krajowe | Puchary europejskie | Puchary europejskie | Suma  | Suma   |
| Klub              | Sezon         | Liga        | Mecze | Bramki | Mecze           | Bramki          | Mecze               | Bramki              | Mecze | Bramki |
| ----------------- | ------------- | ----------- | ----- | ------ | --------------- | --------------- | ------------------- | ------------------- | ----- | ------ |
| Wisła Kraków      | 2010/2011     | Ekstraklasa | 2     | 0      | 0               | 0               | 0                   | 0                   | 2     | 0      |
| Wisła Kraków      | 2011/2012     | Ekstraklasa | 5     | 0      | 4               | 0               | 4                   | 0                   | 13    | 0      |
| ŁKS Łódź (wyp.)   | 2012/2013 (j) | I Liga      | 14    | 1      | 1               | 0               | –                   | –                   | 15    | 1      |
| Wisła Kraków      | 2012/2013 (w) | Ekstraklasa | 1     | 0      | 1               | 0               | –                   | –                   | 2     | 0      |
| Okocimski KS      | 2013/2014     | I Liga      | 17    | 1      | 0               | 0               | –                   | –                   | 17    | 1      |
| Flota Świnoujście | 2014/2015     | I Liga      | 27    | 2      | 1               | 2               | –                   | –                   | 28    | 4      |
| Suma              | Suma          | Suma        | 66    | 4      | 7               | 2               | 4                   | 0                   | 77    | 6      |

## Osiągnięcia

### SC Freiburg U-19
- Mistrzostwo Niemiec juniorów: 2007–08

### Wisła Kraków
- Ekstraklasa: 2010–11